# Ерёмин, Иван Иванович
Ива́н Ива́нович Ерёмин (22 января 1933, д. Равнец, Ишимский район, Уральская область — 21 июля 2013, Екатеринбург) — российский математик, специалист в области математической оптимизации, исследования операций и программного обеспечения. Академик РАН (2000).

## Биография
Родился в многодетной крестьянской семье. Со школьных лет проявлял интерес к точным наукам: математике, физике, химии, родные поддерживали его стремление к знаниям, несмотря на тяжелые жизненные условия.
В 1956 году с отличием окончил физико-математический факультет Пермского государственного университета им. А. М. Горького. Там же начал свою научную деятельность под руководством крупного математика профессора Сергея Николаевича Черникова (впоследствии члена-корреспондента АН УССР). До 1961 г. работал на кафедре высшей алгебры и геометрии Пермского университета.
В 1961 г. по приглашению профессора Сергея Борисовича Стечкина, основателя Свердловского отделения Математического института им. В. А. Стеклова, переехал в Свердловск. Возглавил сначала лабораторию линейного программирования, затем — отдел математического программирования в Институте математики и механики УрО АН СССР.
- 1959 — Кандидат физико-математических наук, диссертация «Группы с конечными классами сопряженных абелевых подгрупп»
- 1968 — Доктор физико-математических наук, диссертация «Методы фейеровских приближений в выпуклом программировании»
- 1970 — Профессор
- 1991 — Член-корреспондент РАН c 07.12.1991 — Секция математики, механики, информатики (исследование операций и принятие решений)
- 2000 — Действительный член РАН с 26.05.2000 — Отделение математических наук, СО (информатика).

Главный научный сотрудник Института математики и механики УрО РАН. Среди учеников 11 докторов и 30 кандидатов наук.
Кавалер ордена «Знак почета» (1983) и ордена Дружбы (2004), награждён медалью Эйлера «За заслуги». Премия имени Л. В. Канторовича (2011) за серию работ «Теория двойственности и фейеровские нестационарные процессы в задачах математического программирования и математической экономики».
Скончался 21 июля 2013 года в Екатеринбурге. Похоронен на Восточном кладбище Екатеринбурга.

## Научная деятельность
Сферу научной деятельности составляют теория и методы математического программирования и исследования операций, а также программного обеспечения задач оптимизации и приложения в экономике и управлении.
В 1966 году И. И. Ерёмин впервые для задач линейного и выпуклого программирования предложил и обосновал метод точных штрафных функций. Введенная им штрафная функция (функция Ерёмина-Зангвилла) позволяет свести исходную задачу математического программирования к задаче однократной безусловной минимизации. Метод точных штрафных функций в силу своих потенциальных вычислительных возможностей и поныне продолжает оставаться объектом значительного внимания исследователей. И. И. Ерёминым впервые был развит оценочный подход в изучении сходимости метода штрафных функций. Полученные точные оценки уклонений как по функционалу, так и по оптимальным точкам характеризуют скорость сходимости метода как с количественной, так и с качественной сторон. Впервые явно показана при этом тесная связь между методом штрафных функций и теорией двойственности в математическом программировании.
Разработал широкий класс итерационных методов фейеровского типа для решения систем линейных и выпуклых неравенств, а также задач математического программирования. Им получены глубокие результаты по нестационарным процессам математического программирования и оптимизации иерархических систем управления.
И. И. Ерёмин ввел понятие несобственных (противоречивых) задач математического программирования, исследование которых превратилось в новое направление в теории оптимизации и экономико-математического анализа. Им впервые построена каноническая теория двойственности для несобственных задач математического программирования и разработаны методы аппроксимации данных задач. Вопросы двойственности являются стержневыми для теории того или иного раздела математического программирования.
В последние годы И. И. Ерёмин построил теорию симметричной двойственности для лексикографических задач линейной оптимизации, а также доказал теорему двойственности для задач Парето-последовательного программирования.

### Основные публикации
Опубликовал более 200 научных работ.
- Введение в теорию линейного и выпуклого программирования. Учебник для университетов. — М.: Наука, 1976 (в соавторстве с Н. Н. Астафьевым).
- Нестационарные процессы математического программирования. — М.: Наука, 1979 (в соавторстве с В. Д. Мазуровым).
- Несобственные задачи линейного и выпуклого программирования. — М., 1983 (в соавторстве с В. Д. Мазуровым, Н. Н. Астафьевым).
- Ерёмин И. И. Противоречивые модели оптимального планирования. — М.: Наука, 1988
- Eremin I. I. Theory of Linear Optimization / Inverse and Ill-Posed Problems. VSP: Utrecht, Boston, Koln, Tokyo, 2002.
- Ерёмин И. И. Теория двойственности в линейной оптимизации. — Челябинск, 2005.